# Hugo Toxxx
Hugo Toxxx (* 16. září 1982 Praha) je pseudonym českého rappera a hudebního umělce. Jeho skutečné jméno je Jan Daněk. Je známý svým působením v české hip-hopové scéně a má na kontě několik hudebních alb a hitů.
Hugo Toxxx je jedním z mála významných umělců, kteří přispěli k rozmachu hip-hopu v Česku. Jeho texty jsou často známé svým ostrým, kritickým a někdy i provokativním stylem. Má také výrazný hlas a charakteristický flow, což ho činí rozpoznatelným ve světě českého rapu.
Hugo Toxxx zůstává populárním umělcem a má si svou pozici v české hudební scéně. Jeho hudba se často věnuje sociálním a politickým tématům, a proto má silnou fanouškovskou základnu mezi lidmi, kteří sledují český hip-hop a rap.

## Kariéra

### Začátky (1996–2004)
Hugo Toxxx začal s rapováním někdy před rokem 1996. V té době se již znal s rapperem Jamesem Colem, se kterým nahrál několik tracků jako například skladba „Boom Click Click Boom“, která se později objevila na kompilaci 2 Nosáči tankujou super. Kolem roku 1998 založil s Colem skupinu K.O Kru, jejíž některé tracky produkoval i DJ Wich, a které se v roce 2001 objevili i na kompilaci Lyrik derby 1 („Nádech“).

### Supercrooo a beef s Indym (2004–2006)
V roce 2004 Toxxx založil spolu s Jamesem Colem skupinu Supercrooo, která v roce 2004 vydala na labelu MAD DRUM album Toxic Funk, které se tehdy naprosto vymykalo tehdejší rapové tvorbě v Čechách, a proto je album bráno jako dnes již kultovní. V roce 2005 Toxxx nejprve udělal diss na rappera Marpa („Numero Uno“), avšak později se s Marpem spojil a nahrál track „Velrybí bolest“ namířený na rappera Indyho ze skupiny Indy & Wich. Následovalo několik disstracků, beef skončil Toxxxovým trackem „Kariéra 16“, který nahrál spolu s Colem. V roce 2005 vyšlo také další album skupiny Supercrooo s názvem České kuře : Neurofolk, které však nemělo takový úspěch jako deska Toxic Funk. V roce 2006 se Toxxx stal členem labelu Bigg Boss, který založil rapper Vladimir 518.

### Bigg Boss a Rok Psa (2006–2010)
Po vstoupení do labelu Bigg Boss, vydal Toxxx společně s Colem zatím poslední album skupiny Supercrooo 2CD kompilaci 2 Nosáči tankujou super, která obsahuje tracky od roku 1996 až 2006. V tomto období Toxxx se také objevil na albu PSH Rap n' Roll (skladba „Parket RMX“) a také na albu Panoptikum od LA4 (skladba „Mánie“). V roce 2008 vydal Toxxx jeho první LP desku, a to Rok Psa, na kterém se objevila spoustu hostů, především z labelu Bigg Boss (James Cole, Vladimir 518, LA4....) ale také ze slovenské scény jako Vec nebo Otecko ze skupiny H16. Toxxx se také objevil na desce Vladimíra 518 Gorila vs. Architekt, a to konkrétně ve skladbě „Smíchov – Újezd“). V následujících letech se Toxxx objevil na deskce PSH nebo LA4 (skladba „R.S.K“). V roce 2008 hrál Toxxx jednu z hlavních rolí v dokumentárním filmu Česká RAPublika spolu s rappery Orionem a Jamesem Colem.

### Hypno 808 a nová deska (2011–2016)
V roce 2011 Toxxx založil label Hypno 808, jehož členy se stali i rappeři Marat a Igor (White Russian). Toxxx však nadále zůstal členem labelu Bigg Boss. První deska vydaná pod tímto labelem bylo 2CD album Legální drogy/Ilegální kecy, kde jedna deska obsahuje nové věci, a druhá starší skladby a featuringy z předchozích let. V roce 2012 vydal album Bauch Money Mixtape, kde se na albu objevila řada hostů jako Igor, Marat nebo Orion a Vladimir 518. V roce 2012 se objevil na albu Idiot od Vladimira 518 ve skladbě Nemám zájem. V roce 2014 vydal mixtape Tra$h Rap Mixtape, která přinesla jinou flow a nové remixy. V letech 2014–2015 vydal také BKMG alba, v té době se Toxxx nazýval T#ccc$. V roce 2014 se objevil na albech rappera LA4 či Oriona. V roce 2015 se Toxxx společně s labelem Bigg Boss vydal na turné Rapmasters.

### Odchod z Bigg Bossu (2017–2018)
Na jaře roku 2017 se Toxxx objevil na albu Ultra! Ultra! od Vladimira 518. S Vladimírem 518 plánoval Toxxx společné album, avšak na začátku července vydal disstrack na producenta a člena PSH Mike Trafika Nikdys Nebyl. Následně ohlásil svůj odchod od labelu Bigg Boss. Později ho však následovali také rappeři James Cole či LA4.

## Diskografie
- Rok psa (2008)
- Legální drogy (2011)
- Ilegální kecy (2011)
- Bauch Money Mixtape (2012)
- Tra$h Rap Mixtape (2014)
- BKMG Sampler (2014)
- BKMG Sampler II (2015)
- 1000 (2019)
- Bauch Money II (2020)
- Mumie (2021)
- Mumie Deluxe (2022)

## Label Hypno 808
V roce 2011 založil label Hypno 808 kam přijal rappery Marata a Igora (White Russian). První vydané album pod tímto labelem bylo double CD s názvem Legální drogy / Ilegální kecy (2011).
Filmografie:
- Česká RAPublika (2008)
- 20ers – Making Of... (2008)
- Pena (2011)

## TV pořady
- Paskvil (1997)
- T-music (2004)
- Co se děje (2010)